# オーガスタン時代
オーガスタン時代（英: Augustan literature）は、王政復古期 (1660年) から初期ハノーヴァー朝 (18世紀前半) にいたるイギリス文学史上の隆盛期であり、転じてイギリスが文化的独立を果たしたとする時期である。部分的にジョージアン時代（英: Georgian literature）と一致する。ニュートンを始めとして科学においてはめざましい発展を遂げた時代であったが、客観的に見て文化的にはいまだフランスの後塵を拝していた。
「オーガスタン」は国王ジョージ2世（ジョージ・オーガスタス）の名に、「ジョージアン」はジョージ2世およびジョージ1世の名に由来する。彼らハノーヴァー朝の国王を大陸から迎えたことにより反フランスへと大きく舵を切ったこと、また名誉革命を経て絶対王政からいち早く議会制に重心を移しつつあったことなどが、イギリスの人々をしてフランスと肩を並べるまでに成長したと自負させた。
科学においては学術団体ロイヤル・ソサエティによってイギリス科学の水準をおおいに高めたものの、音楽・文学・芸術等においてはフランスやイタリアなどに追いつけなかった。オーガスタン時代以降も海外の文物を邸宅に飾ることが流行し、東洋との交易が盛んになると「シノワズリ」 (chinoiserie) とよばれる中国文化のブームが到来したりもした。しかし一方で、後進ゆえの旺盛な知的好奇心も備えており、これがイギリスの対外膨張の一因となったのである。

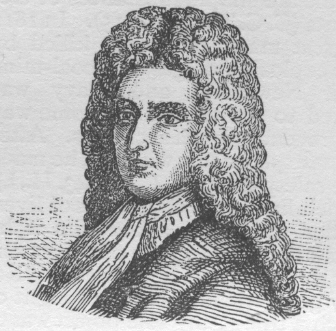
ダニエル・デフォー

## 活躍した主な文化人
- ウィリアム・ホガース（版画、1697年 - 1764年）、『当世風の結婚』『放蕩息子一代記』等
- ゲオルク・フリードリヒ・ヘンデル（作曲家、1685年‐1759年）、『水上の音楽』『リナルド』等
- ダニエル・デフォー（文学、1660年 - 1731年）、『ロビンソン・クルーソー』
- ジョナサン・スウィフト（文学、1667年 - 1745年）『ガリヴァー旅行記』等
- アイザック・ニュートン（科学、1642年 - 1727年）『自然哲学の数学的諸原理（プリンキピア）』等
- ウィリアム・ハーシェル（科学1738年‐1822年）天王星の発見、赤外線放射の発見等。